# Xianyang
|  | No s'ha de confondre amb Xiangyang, Xingyang, Xinxiang, o Xinyang. |

Xianyang (xinès: 咸阳) és una ciutat-prefectura de la província central de Shaanxi, situada al riu Wei a pocs quilòmetres riu amunt (a l'oest) de la capital provincial de Xi'an. Va ser la capital de la dinastia Qin. Actualment està integrada a l'àrea metropolitana de Xi'an, una de les principals aglomeracions urbanes de l'oest de la Xina, amb més de 7,17 milions d'habitants, la seva superfície construïda formada per 2 districtes urbans (Qindu i Weicheng) tenia 945.420 habitants al cens del 2010. Té una superfície total de 10.213 quilòmetres quadrats. Xianyang és el campus principal de la Universitat Northwest A&F (NWAFU), una de les universitats més importants del món en camps relacionats amb la "Ciència de l'Agricultura" i membre del club "Projecte 985", que és una organització de 39 universitats de renom a la Xina.

## Història
Xianyang és conegut com el "Museu d'Història Natural" per la seva llarga història i nombroses relíquies culturals. La seva història es remunta a l'època neolítica fa més de 4.000 anys, una vegada va ser una regió de 11 dinasties de Gyeonggi, amb relíquies històriques a tota la ciutat.
Xianyang estava als voltants de la capital durant la dinastia Zhou occidental i es va convertir en la capital de l'estat de Qin el 350 aC durant el període dels Regnes Combatents abans de convertir-se en la capital de la Xina durant la curta dinastia Qin. Com que la ciutat es trobava al sud de les muntanyes Jiuzong i al nord del Riu Wei, ambdues orientacions riques en llum solar (yang), va rebre el nom de "Xianyang", que significa "plenament yang".
Sota el regnat del duc Xiao de Qin, el ministre Shang Yang va dissenyar Xianyang i el 350 aC va organitzar el trasllat de l'administració de Qin de l'antiga capital Yueyang a la nova ciutat, que va ser la capital durant més de 140 anys. Es trobava a la moderna província de Shaanxi, a la riba nord del riu Wei, al costat oposat del qual Liu Bang construiria posteriorment la capital de la dinastia Han de Chang'an un cop es convertís en emperador.
El 221 aC, Qin Shi Huangdi va eliminar els altres sis estats en guerra per establir el primer imperi centralitzat de la història xinesa. Xianyang es va convertir en el centre de la política, l'economia i la cultura de l'imperi Qin. Les famílies nobles es van veure obligades a traslladar-se a Xianyang, i les armes del regne es van reunir a la ciutat per ser foses i llançades en dotze estàtues imponents. L'emperador va fer construir un luxós mausoleu a prop de la capital, amb el seu exèrcit de terracota. Aquesta i altres grans empreses van desviar enormes nivells de mà d'obra i recursos de l'agricultura. Juntament amb les mesures repressives de l'estat sobre la població, aquests factors van acabar provocant la caiguda de la dinastia Qin i, amb ella, la ciutat original de Xianyang.
Qin Shi Huang va expandir Xianyang més enllà de les seves muralles. Després va construir rèpliques dels palaus de tots els estats conquerits al llarg del riu Wei. El 220 aC, va construir el palau Xin (新城; Xinchéng) i més tard el va canviar com a temple Apex (渭城) per ser l'equivalent terrenal de l'estrella vèrtex (Polaris). Va continuar amb el tema de la terra com el mirall del cel construint una xarxa de 300 palaus a la vall de Wei connectats per carreteres elevades. El 212 aC va construir el palau Hilltop (阿房宮; Ēpánggōng).
Poc després de la mort del primer emperador el 210 aC van esclatar revoltes. A principis de desembre del 207 aC, l'últim emperador Qin Ziying es va rendir al líder rebel Liu Bang, que va entrar pacíficament a Xianyang sense fer mal als vilatans. Tanmateix, Liu Bang es va veure obligat a lliurar la ciutat a un altre líder rebel més despietat, Xiang Yu, l'exèrcit del qual era molt superior al de Liu Bang. Xiang Yu va matar Ziying i va cremar Xianyang el 206 aC, destruint les úniques còpies supervivents de diversos llibres prohibits que es guardaven a la biblioteca reial.
El 202 aC, després de derrotar Xiang Yu a la batalla de Gaixian i acabar amb la disputa Chu-Han, Liu Bang va ser coronat emperador de la recentment establerta dinastia Han i va construir una nova capital a través del riu Wei a pocs quilòmetres de les ruïnes de l'antiga. Xianyang i va anomenar aquesta nova ciutat Chang'an. La ciutat d' Anling (安陵) de l'era Han es va situar a prop d'aquesta i alberga alguns dels mausoleus de la dinastia Han.
Des de finals dels anys 50 fins a mitjans dels 90, els arqueòlegs van descobrir i excavar un gran nombre de jaciments de l'era Qin a Xianyang, inclosos palaus, tallers i tombes.

## Divisions administratives
| Mapa | Mapa   | Mapa          | Mapa                  | Mapa             | Mapa             |
| --- | ------ | ------------- | --------------------- | ---------------- | ---------------- |
| Qindu Yangling Weicheng Comtat de · Sanyuan Comtat de · Jingyang Comtat de · Qian Comtat de · Liquan Comtat de · Yongshou Comtat de · Changwu Comtat de · Xunyi Comtat de · Chunhua Comtat de · Wugong Ciutat de · Xingping Ciutat de · Binzhou |        |               |                       |                  |                  |
| Nom | Hanzi  | Hanyu Pinyin  | Població (est. 2004)) | Superfície (km²) | Densitat (/ km²) |
| Districte de Weicheng | 渭城区 | Wèichéng Qū   | 400.000               | 272              | 1.471            |
| Districte de Yangling | 杨陵区 | Yánglíng Qū   | 140.000               | 94               | 1.489            |
| Districte de Qindu | 秦都区 | Qíndū Qū      | 450.000               | 251              | 1.793            |
| Xingping ciutat | 兴平市 | Xīngpíng Shì  | 560.000               | 496              | 1.129            |
| Ciutat de Binzhou | 彬州市 | Bīnzhōu Shì   | 330.000               | 1.202            | 275              |
| Comtat de Sanyuan | 三原县 | Sānyuán Xiàn  | 400.000               | 569              | 703              |
| Comtat de Jingyang | 泾阳县 | Jīngyáng Xiàn | 500.000               | 792              | 631              |
| Comtat de Qian | 乾县   | Qián Xiàn     | 560.000               | 994              | 563              |
| Comtat de Liquan | 礼泉县 | Lǐquán Xiàn   | 460.000               | 1.017            | 452              |
| Comtat de Yongshou | 永寿县 | Yǒngshòu Xiàn | 190.000               | 869              | 219              |
| Comtat de Changwu | 长武县 | Chángwǔ Xiàn  | 170.000               | 583              | 292              |
| Comtat de Xunyi | 旬邑县 | Xúnyì Xiàn    | 270.000               | 1.697            | 159              |
| Comtat de Chunhua | 淳化县 | Chúnhuà Xiàn  | 200.000               | 965              | 207              |
| Comtat de Wugong | 武功县 | Wǔgōng Xiàn   | 410.000               | 392              | 1.046            |

L'Oficina xinesa d'estadístiques enumera la població urbana de la ciutat en 316.641 (cens de 1990), passant a 814.625 (cens de 2000) i 835.648 en el cens de 2010 Tot i ser una antiga capital nacional, la ciutat pateix una contaminació atmosfèrica extrema.

## Educació
Xianyang és la seu del campus principal de la Universitat Northwest A&amp;F (NWAFU), membre del club "Projecte 985", que és una organització de 39 universitats de renom a la Xina.